# Chiesa dell'Ascensione a Chiaia
La chiesa dell'Ascensione a Chiaia è una chiesa di Napoli ubicata nella zona di Chiaia, dalla quale appunto prende il nome.

## Storia
Fu eretta nel XIV secolo, in una zona paludosa (al punto che fu chiamata in un primo momento chiesa dell'Ascensione in plaga neapolitana), sotto il regno di Roberto d'Angiò e fu affidata all'ordine dei Celestini. Una lapide ne ricorda il fondatore Niccolò di Alife.
Nonostante le indulgenze concesse dai papi Clemente VI prima e Urbano VI poi, la chiesa andò in rovina e l'annesso convento fu abbandonato progressivamente dai monaci, fin quando, nel 1622, ne fu iniziato il rifacimento ad opera di un ex voto perpetuato da un nobile del tempo, il conte di Mola Miguel Vaaz, con la definitiva risistemazione di Giovan Giacomo Di Conforto e poi di Cosimo Fanzago nel 1645.

## Descrizione
La chiesa presenta una facciata a tre arcate, per un interno a pianta centrale a croce greca con decorazioni marmoree policrome ed un'abside, di forma rettangolare, sovrastata da una cupola.
La notorietà della chiesa è legata a due prestigiose opere di Luca Giordano, risalenti al 1657, quando l'artista aveva 23 anni: il San Michele che sconfigge gli angeli ribelli (ritenuto uno dei massimi raggiungimenti su tela della sua prolificissima carriera), sovrastante l'altare maggiore, e la Sant'Anna e la Vergine Bambina, sull'altare laterale a destra. Il patrimonio pittorico presente nell'aula ecclesiale include anche il Celestino V che rinuncia al papato, sull'altare laterale a sinistra, l'Agar nel deserto e l'Abramo e gli angeli, ai lati dell'altare maggiore, tutte dell'ischitano Alfonso Di Spigna (1697-1785), indicato dal De Dominici come allievo di Francesco Solimena.
Nella cappellina a sinistra del presbiterio vi è una tela settecentesca con l'Ascensione dalla forma ovale di incerta attribuzione. Spostandosi nella sacrestia ci si imbatte in quattro tele di Giovan Battista Lama che raffigurano le Storie di San Pietro Celestino e che probabilmente provengono da un ambiente del dismesso monastero. Una lapide in lingua latina ricorda la figura del mecenate Miguel Vaaz che promosse il rifacimento della chiesa, dopo essere stato per oltre due anni ospite del convento dei Celestini allo scopo di sfuggire alla cattura da parte del viceré, il duca di Osuna.
Sul lato sinistro della chiesa vi è l'antico convento dei frati Celestini che fu poi trasformato dai Borbone in gendarmeria.